# Sino da Liberdade
O Sino da Liberdade (em inglês: Liberty Bell) é um sino estadunidense de grande significado histórico situado em Filadélfia, estado da Pensilvânia. Fundido em 1752, o Sino da Liberdade era conhecido como Old State House Bell até 1837, quando foi tido como símbolo do movimento abolicionista. O Sino da Liberdade talvez seja um dos mais notáveis símbolos da Revolução Americana e da subsequente Guerra de Independência, além de estar associado aos conceitos de Nacionalismo e Liberdade permeados na cultura norte-americana.
Seu mais famoso toque, em 8 de Julho de 1776, convocou os cidadãos da Filadélfia para a leitura da Declaração da Independência. Antes, já havia soado para anunciar a abertura do Primeiro Congresso Continental, em 1774, e a eclosão da Batalha de Lexington, em 1775.

## Inscrição
A inscrição gravada no Sino da Liberdade se lê a seguir:

PROCLAIM  LIBERTY THROUGHOUT ALL THE LAND UNTO ALL THE INHABITANTS THEREOF LEV. XXV. V X.
BY ORDER OF THE ASSEMBLY OF THE PROVINCE OF PENSYLVANIA FOR THE STATE HOUSE IN PHILADA
PASS AND STOW
PHILADA
MDCCLIII

Em português:

Apregoareis liberdade na terra a todos os seus moradores LEV. XXV X.
por ordem da assembleia da província de Pensilvânia pela Casa do Estado em Filadélfia
Pass and Stow 
Philada
1753

A inscrição foi retirada da Bíblia (Bíblia do Rei Jaime), mais especificamente do Capítulo 25, versículo 10 do livro de Levítico, onde se lê: 
"And ye shall hallow the fiftieth year, and proclaim liberty throughout all the land unto all the inhabitants thereof: it shall be a jubile unto you; and ye shall return every man unto his possession, and ye shall return every man unto his family." (em português: "E santificareis o ano quinquagésimo, e apregoareis Liberdade na terra a todos os seus moradores; ano de jubileu vos será, e tornareis, cada um à sua possessão, e cada um à sua família.")
A inscrição tinha como objetivo marcar o cinquentenário do Charter of Privileges de William Penn, redigido em 1701.

## História e antecedentes
O sino foi encomendado em 1751 pela Assembleia da Pensilvânia para ser usado na Câmara Estadual da Pensilvânia (conhecida agora como  Hall da Independência) na Filadélfia. Foi moldado pela Whitechapel Bell Foundry em Londres (mesma fundição que produziu o sino Big Ben) e entregue na Filadélfia entre o fim de agosto e o inicio de setembro de 1752.
Em março de 1753, o sino foi pendurado temporariamente em um andaime na frente da praça externa da Câmara Estadual. Para o espanto dos que estavam presentes o sino rachou em seu primeiro toque.  Isaac Norris, presidente da Assembléia da Pensilvânia , escreveu "Eu tive o desgosto de saber que foi quebrada por um golpe do badalo, sem qualquer tipo de violência já que foi pendurado para cima para tentar melhorar o som." 

### História no século XIX, reparação e quebra
Durante o século XIX, o sino tocou na morte de Alexander Hamilton (1804), no retorno de Lafayette para Filadélfia (1824), nas mortes de Adams e Jefferson (1826), na celebração do centenário de nascimento de Washington (1832) e nas mortes de Lafayette (1834), John Marshall (1835) e William Henry Harrison (1841).
Em 1839, William Lloyd Garrison escravidão publicação The Liberator reimpresso um panfleto abolicionista Boston contendo um poema sobre a Bell, intitulado "O Sino da Liberdade", que representa o primeiro uso conhecido (no prelo) do nome, "Liberty Bell".
Não é certo quando a segunda rachadura apareceu (a primeira após a recastings), mas o sino foi consertado em fevereiro de 1846. O método de reparação, conhecida como a perfuração de parada, necessária a perfuração ao longo da rachadura para que os lados da fratura não iria reverberar.
Em 22 de fevereiro de 1846, o sino foi suspenso por várias horas na torre do Independence Hall, em homenagem ao aniversário de George Washington. Quando o sino tocava, o crack cresceu a partir do topo do crack reparadas a coroa da sino, tornando o sino inutilizável. A fenda que existe actualmente na Liberty Bell é (ao contrário da crença popular) a reparação do expansões, e não o próprio crack.
Em 1852, o sino foi removido de seu campanário, e colocar em exposição na "Declaração de Câmara" do Independence Hall.
Desde o 1885-1915, o Sino da Liberdade viajou para várias cidades e foi exibido em exposições e feiras mundiais.